# Adesmus nigrolineatus
Adesmus nigrolineatus là một loài bọ cánh cứng trong họ Cerambycidae.